# Subseciva
Subseciva ist ein Terminus der antiken Agrimensoren (mensores) und bezeichnet die bei der Landvermessung nicht aufteilbaren, übrig bleibenden Landstücke. Das zugrunde liegende Adjektiv wird in Handschriften auch als subsicivus, subcisivus, succisivus übermittelt und ist aus sub und dem Verb seco gebildet, bedeutet also während des Schneidens anfallend. Der römische Enzyklopädist Marcus Terentius Varro beschreibt die Aufteilung des Ackerlandes durch die Agrimensoren in rechteckige iugera. Landstücke, die für ein iugerum nicht mehr ausreichen, bezeichnen sie als in subsicivum esse (Land, das als Rest abfällt).

## Römische Feldvermessung im 1. und 2. Jh. n. Chr.
Welche Bedeutung die subseciva für die römische Feldvermessung hatten, zeigt sich daran, wie häufig sie in der Sammlung der Schriften der Feldmesser, dem Corpus agrimensorum Romanorum genannt werden. Allein in den von Brian Campbell herausgegebenen Texten erscheint der Begriff an vierundzwanzig Stellen, teils nur kurz erwähnt, teils mit längeren Erläuterungen. Die Bezugsgröße ist jetzt aber die centuria (= 200 iugera), so dass weit größere Flächen erfasst werden. Die subseciva werden, ähnlich wie schon bei Varro, definiert als: ... quod in exremis adsignatorum agrorum finibus centuria expleri non potuit (die Gebietsgrenze verhindert das Bilden einer vollen centuria). Und: ... quidquid inter normalem lineam et extremitatem interest (das Land zwischen der feldmessermäßig gezogenen Linie und der unregelmäßigen Gebietsgrenze).
Ebenso zur subseciva werden aber jetzt auch Landparzellen innerhalb der centuria gerechnet, die nicht zugeteilt werden konnten (aliud etiam integris centuriis interuenit... non potuit omnis modus intra IIII limites ueteranis adsignari). Nicht zur subseciva gehören dagegen Gebiete, die nicht vermessen werden, weil sie für landwirtschaftliche Nutzung nicht geeignet sind (iniquitate locorum). Sie werden aber mit dem ius subsecivorum belegt, also rechtlich und verwaltungsmäßig wie subseciva behandelt.

## Ius subsecivorum
Die subseciva wurden abhängig von ihrer Art und von der Zeit rechtlich und verwaltungsmäßig sehr unterschiedlich behandelt. Der auctor divisionis (Urheber, Verantwortlicher der Verteilung) konnte sie für sich zurückhalten, sie der zuständigen Gemeinde übergeben oder einem Privatmann, sie konnten auch verkauft werden. Aber es kam auch vor, dass Nachbarn „das quasi herrenlose Land besetzen“: per longum enim tempus attingui possessores, uacantia loca quasi incitante otiosi (soli) opportunitate[m] inuaserunt.
Es bestand aber auch der Rechtsgrundsatz, dass dieses Land und dessen Vergabe dem römischen Kaiser zustehe. Der Versuch des Kaisers Vespasian, dies konsequent durchzusetzen, führte allerdings zu Unruhen und wurde von Domitian wieder aufgehoben. Nicht eindeutig entscheidbar bleibt dabei, ob mit den veteres possessores diejenigen gemeint sind, die gerade das Land besetzt halten oder bereits früher Enteignete. Es hat sich auch eine Inschrift erhalten, in der Domitian den Verkauf der zwischen zwei Gemeinden strittigen subseciva anordnet.

## Entwicklung des Begriffs
Das Corpus agrimensorum Romanorum lebte zwar über die Antike fort und wurde noch in der Palastschule Karls des Großen rezipiert. Im Vordergrund standen allerdings arithmetische/geometrische Themen. Der Begriff subseciva schwindet aus dem Fokus der Betrachtung. Schon Isidor von Sevilla nimmt ihn zu Beginn des 7. Jahrhunderts zwar in seine Enzyklopädie auf und vergleicht ihn anschaulich mit dem Lederabfall des Schusters. Er kennt aber die Bedeutung des Begriffes nur ungefähr und spricht von sumpfigem und unfruchtbarem Land, beziehungsweise Restland, das für eine volle centuria nicht ausreicht.

## Textausgabe und Übersetzung
- Brian Campbell: The writings of the Roman land surveyors. Society for the Promotion of Roman Studies, London 2000.